# Ettore Fontana
Ettore Fontana (Genova, 19 dicembre 1903 – Savona, 19 luglio 1978) è stato un calciatore e allenatore di calcio italiano, di ruolo difensore.

## Caratteristiche tecniche
È stato un difensore centrale.

## Carriera
A partire dal 1925 disputa due campionati nelle file dell'Andrea Doria, per poi indossare la maglia della Dominante dopo la fusione del 1927 dell'Andrea Doria con la Sampierdarenese, disputando due campionati di Divisione Nazionale e uno di Serie B.
Nel 1930 passa al Napoli, con cui disputa da titolare due campionati di Serie A con 49 presenze complessive, mentre nell'ultima stagione viene relegato fra le riserve.
Nel 1933 torna alla rifondata Andrea Doria in Serie C.